# Anton Günther (Oldenburg)

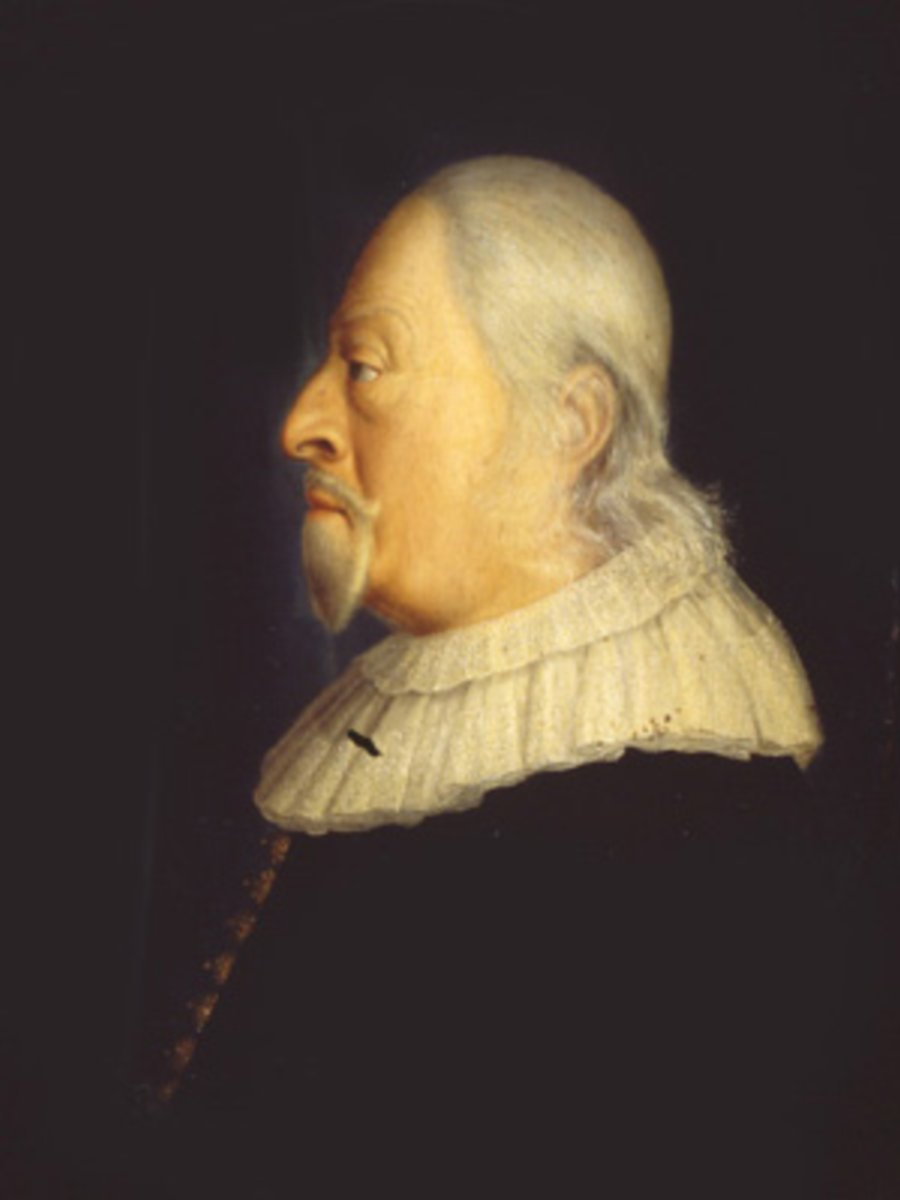
Graf Anton Günther

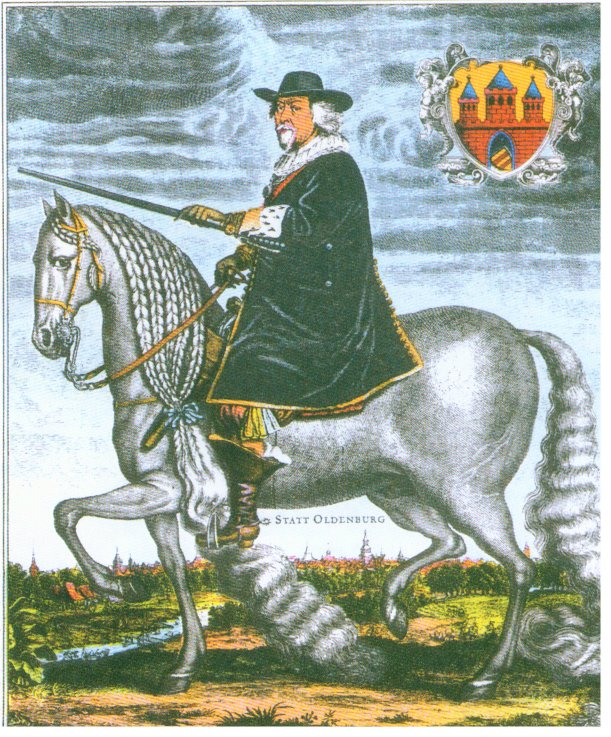
Graf Anton Günther von Oldenburg auf seinem Apfelschimmel Kranich

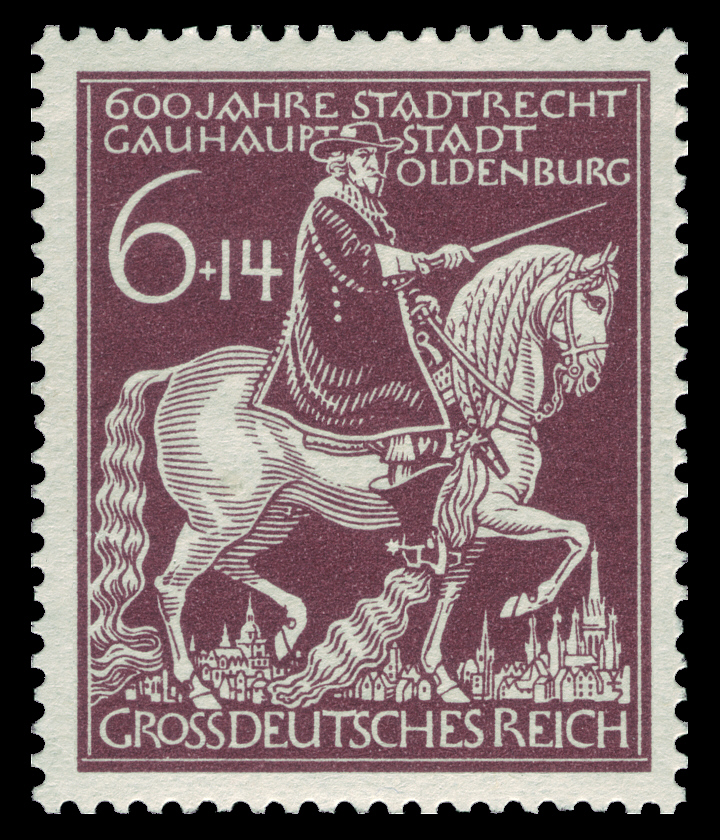
Briefmarke des Deutschen Reichs von 1945 zum 600. Jahrestag der Verleihung der Stadtrechte an Oldenburg

Graf Anton Günther von Oldenburg und Delmenhorst (* 10. November 1583 in Oldenburg; † 19. Juni 1667 in Rastede) aus dem Haus Oldenburg, war absolutistischer Landesherr und Reichsgraf von Oldenburg (1603–1667) und Delmenhorst (1647–1667) innerhalb des Heiligen Römischen Reichs Deutscher Nation.
Anton Günther gilt als landesgeschichtlich herausragender Herrscher, der seine Grafschaften wirtschaftlich entwickelte und es vermochte, sie geschickt aus den Wirren des Dreißigjährigen Krieges herauszuhalten.

## Biografie

### Jugend
Seine Eltern waren Graf Johann VII. von Oldenburg (1540–1603) und Elisabeth von Schwarzburg-Blankenburg. Der letzte und politisch klügste Graf der Oldenburger Landesdynastie, Graf Anton Günther, unternahm schon in seiner Jugend viele Reisen an die Fürstenhöfe Deutschlands und des europäischen Auslandes. Damit gewann er einen guten Einblick in die politische Situation der europäischen Welt. Die außenpolitischen Verbindungen, die er dabei knüpfte, kamen später seinem Lande zugute.

### Landesherr und Monarch
Als 1603 sein Vater starb, übernahm er im Alter von 20 Jahren die Regierung und setzte sofort die Ziele fort, die sein Vater Johann angefangen hatte: Den Deichbau am Jadebusen und die Erlangung des Weserzolls. Beide Leistungen bedeuteten herausragende innen- d. h. wirtschaftspolitische sowie außenpolitische Erfolge. Im Frühjahr 1606 besuchte Anton Günther auch die Universität Padua.

### Der „Deichbauer“
1615 wurde bei Ellens die Durchdämmung (Ellenser Damm) des Schwarzen Bracks vollendet. Damit waren 2000 Jück Grodenland dem Meer abgerungen und das Land Oldenburg als solches entsprechend vergrößert; zugleich war dadurch die Verbindung zwischen Oldenburg und der Herrschaft Jever hergestellt und allen Ausdehnungsbestrebungen der ostfriesischen Grafen zur Jade hin ein Riegel vorgeschoben worden.
 
1638 folgt die Eindeichung des Garmser Grodens.

1643 wurde das Seefeld eingedeicht und gräfische Vorwerke eingerichtet. Diese Aktion stellt den Abschluss der seit 1514 durch die Oldenburgischen Grafen vorangetriebenen Eindeichung des Lockfleth dar.

### Der Weserzoll
1612 verlangte Graf Anton Günther die Einführung eines Weserzolls für alle die Unterweser befahrenden Handelsschiffe, um die angeblich hohen Kosten für die Sicherung des Fahrwassers der Unterweser zu decken. Dieses führte zu einem heftigen Konflikt mit der Hansestadt Bremen. Erst 1622 konnte Graf Anton Günther die Zustimmung der Kurfürsten und des Kaisers Ferdinand II. zur Einführung des Weserzolls erreichen. Die Verleihung der Zollrechte erfolgte 1623. In der Begründung zur Verleihung wurde anerkannt, dass Oldenburg für die Erhaltung des Leuchtfeuers auf der Insel Wangerooge und die Aufwendungen für die Uferbefestigungen an der oldenburgischen Küste eine Entschädigung zustehe. Trotz der Bestätigung der Zollrechte weigerte sich Bremen, den Zoll zu bezahlen. Im Westfälischen Frieden von 1648 wurde der Weserzoll wiederholt bestätigt. Bremen leistete weiterhin Widerstand und wurde deshalb von 1652 bis 1653 in Reichsacht genommen. Erst mit dem Regensburger Vergleich auf dem Reichstag zu Regensburg 1653 erkannte Bremen die Oldenburger Zollhoheit an, die dem Land in manchen Jahren mehr als 100.000 Reichsthaler einbrachte.

### Souveräne europäische Außenpolitik
Während des Dreißigjährigen Krieges (1618–1648) bewahrte der Landesfürst Graf Anton Günther durch seine ebenso kluge wie raffinierte Neutralitätspolitik gegenüber den kriegsführenden Mächten und einzelnen Heeresführern sein Land fast als einziges unter den deutschen Staaten weitgehend vor Not, Elend und Verwüstung. Auch die Zucht von Zugpferden für die Artillerie erwies sich als profitabel. Er erwarb sich dadurch die Verehrung und Liebe seiner Untertanen. Eine Legende erzählt, Anton Günther habe sogar den ligistischen Feldherrn Graf von Tilly vom unmittelbar bevorstehenden Überfall auf die Stadt Oldenburg abhalten können, indem er ihm wertvolle Pferde schenkte und ihm einen gangbaren Abzugsweg durch die Moore verriet. 1635 schenkte er dem vormals schwedischen, nunmehr kursächsischen Feldmarschall Wolf Heinrich von Baudissin das Gut Neuenfelde bei Elsfleth.

### Innen-, Agrar- und Handelspolitik

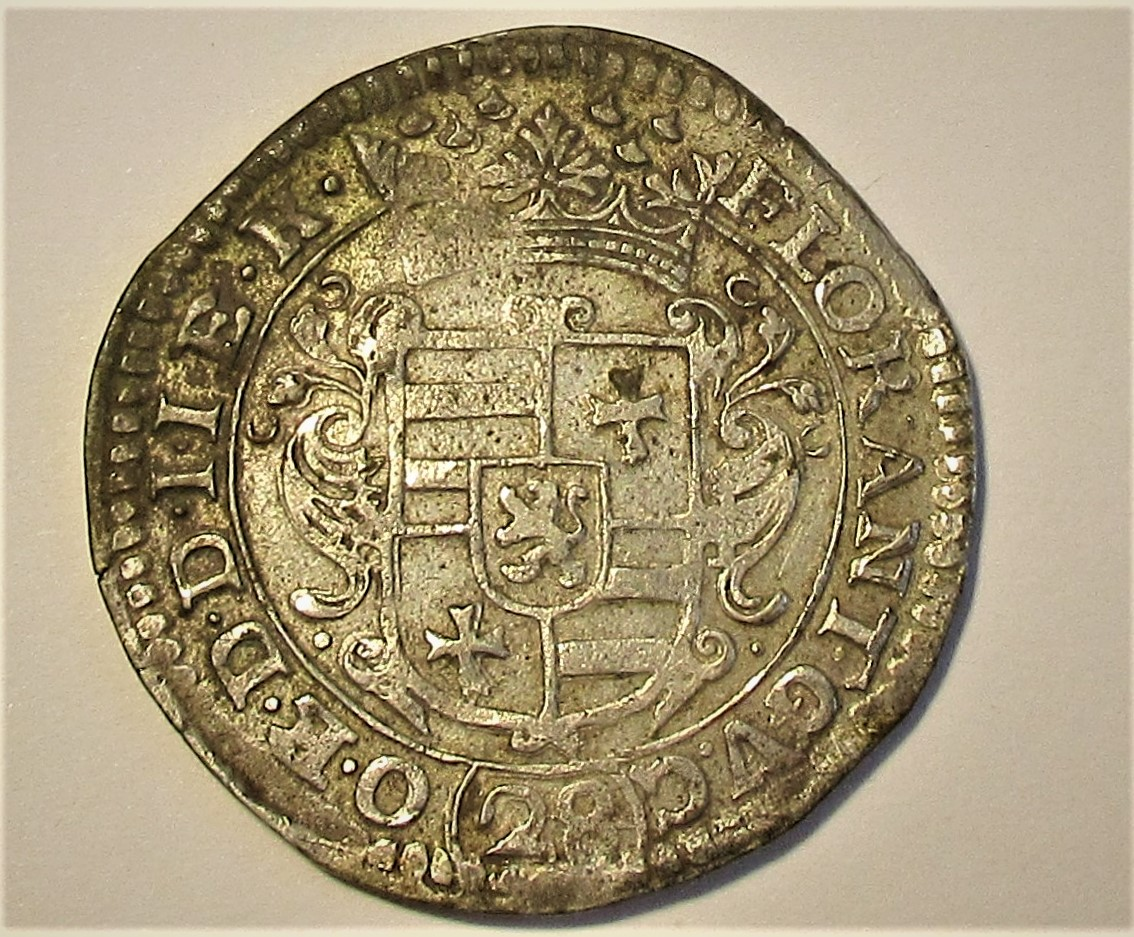
Wappenseite Oldenburger Silbergulden (28 Stüber) um 1640

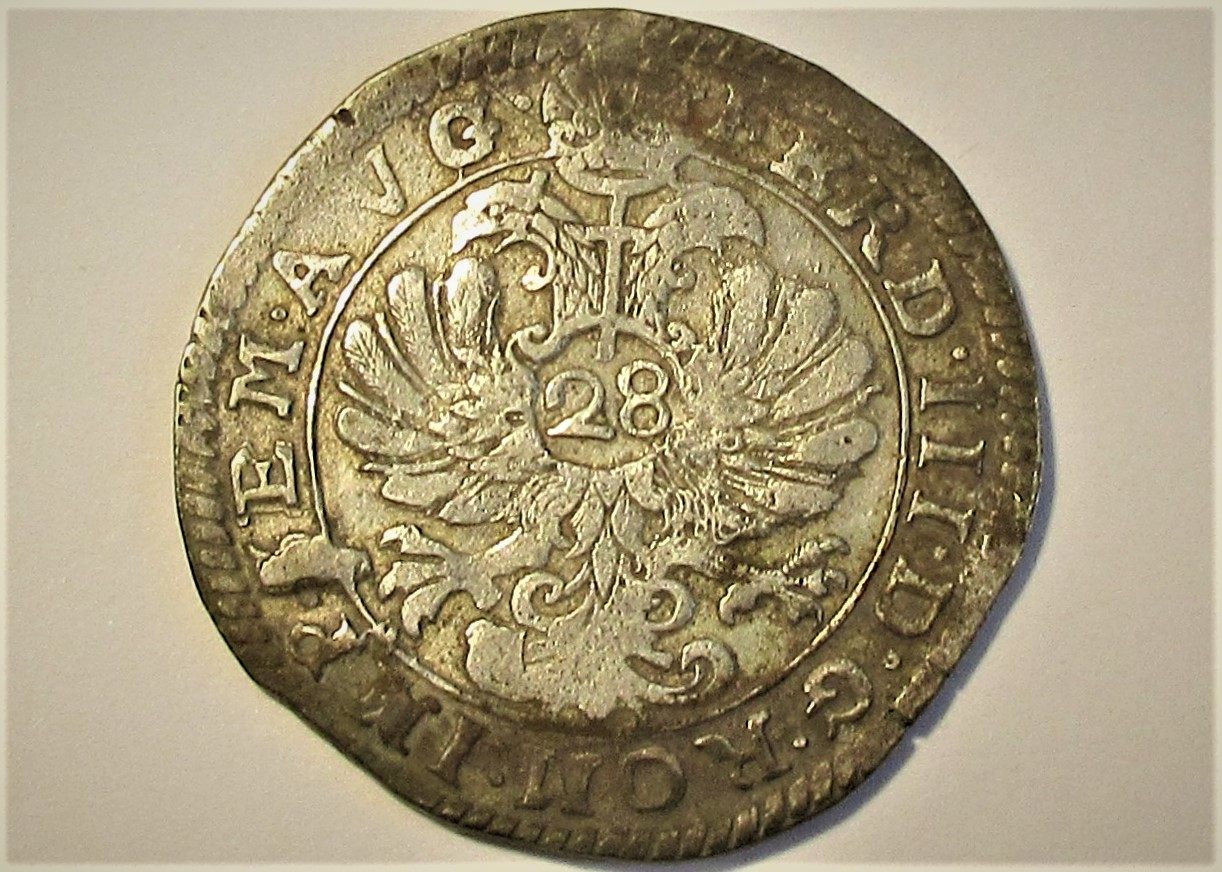
Rückseite Oldenburger Silbergulden (28 Stüber) um 1640

Als Liebhaber und Züchter schöner Pferde förderte er im Lande die Oldenburger Pferdezucht. Dass er deswegen spöttisch als der „Stallmeister des Heiligen Römischen Reiches“ tituliert wurde, bekümmerte ihn nicht. Wegen seiner Neutralitätspolitik blühten Verwaltung und Wirtschaft, Landwirtschaft und Handel, Handwerk und Kunst, Literatur und Musik. Militär und Militärpolitik spielten eine untergeordnete Rolle. 1608 erließ Graf Anton Günther zur Belebung des Handels die „Verordnung wegen der Oldenburger Krahmer-Marckte“. Der Kramermarkt ist seitdem zu einem der größten norddeutschen Jahrmärkte geworden und bezieht sich noch immer auf Graf Anton Günther, der den alljährlichen Festumzug auf seinem Apfelschimmel Kranich anführte. Im Oktober 1656 richtete er eine regelmäßig verkehrende reitende Post von Oldenburg nach Bremen ein. Er versuchte auch, bedeutende Leute ans Land zu binden: so schenkte er seinem langjährigen Freund und Berater, dem braunschweigischen Gesandten und Montanunternehmer Philipp Adolf von Münchhausen (1593–1657), in Middoge bei Jever neu eingedeichtes Marschland.

### Territoriale Vergrößerung des Landes
1623 erwarb er die Herrlichkeit Kniphausen und erbte 1647 die Grafschaft Delmenhorst von dem kinderlos verstorbenen Delmenhorster Grafen Christian IX. Er erreichte damit die flächenmäßig größte Ausdehnung des Landes.

### Tod und Teilung

Wappen des Grafen Anton Günther

Nach sechzigjähriger Regierungszeit starb Anton Günther in seinem Jagdschloss in Rastede. Eine 1635 geschlossene Ehe mit der Prinzessin Sophie Katharina von Holstein-Sonderburg, einer Tochter von Herzog Alexander von Schleswig-Holstein-Sonderburg blieb kinderlos. Aus einer vorherigen Liaison mit Freiin Elisabeth von Ungnad entstammte sein illegitimer Sohn, der spätere Graf Anton von Aldenburg. Ihm übertrug er das Amt Varel, die Herrlichkeit Kniphausen, die Vogtei Jade und das Vorwerk Hahn als eigenen, halbsouveränen Staat, die Grafschaft Aldenburg. Seine Schwester Magdalene, verh. Fürstin von Anhalt-Zerbst, bedachte er mit der erblichen Herrschaft Jever.
Da Anton Günther keine ehelichen Nachkommen hatte, bestimmte er zu Lehnserben der Grafschaft Oldenburg-Delmenhorst den aus dem Hause Oldenburg stammenden König von Dänemark und die Herzöge von Schleswig-Holstein-Gottorf. Das Haus Oldenburg war über die Nebenlinie aus der Grafschaft Delmenhorst mit Anton Günther verbunden. 1667 erbte deshalb der nächste männliche Verwandte, der König von Dänemark Friedrich III. die Grafschaft. Administrativ wurde das Territorium durch die Deutsche Kanzlei in Kopenhagen verwaltet. Als Statthalter für Oldenburg und Delmenhorst setzte der dänische König, gemäß Anton Günthers Wunsch, Anton von Aldenburg ein.
1773 wurde unter Friedrich August von Holstein-Gottorp (1711–1785) das Herzogtum Oldenburg selbständiges Land im Heiligen Römischen Reich. Der neuen Dynastie (bis 1918) gelang es, die drei historischen Landesteile wieder zu vereinigen.

### Mitgliedschaften
Anton Günther war unter dem Namen Der Unbetriegliche Mitglied der Fruchtbringenden Gesellschaft.

## Ehrungen (Beispiele)

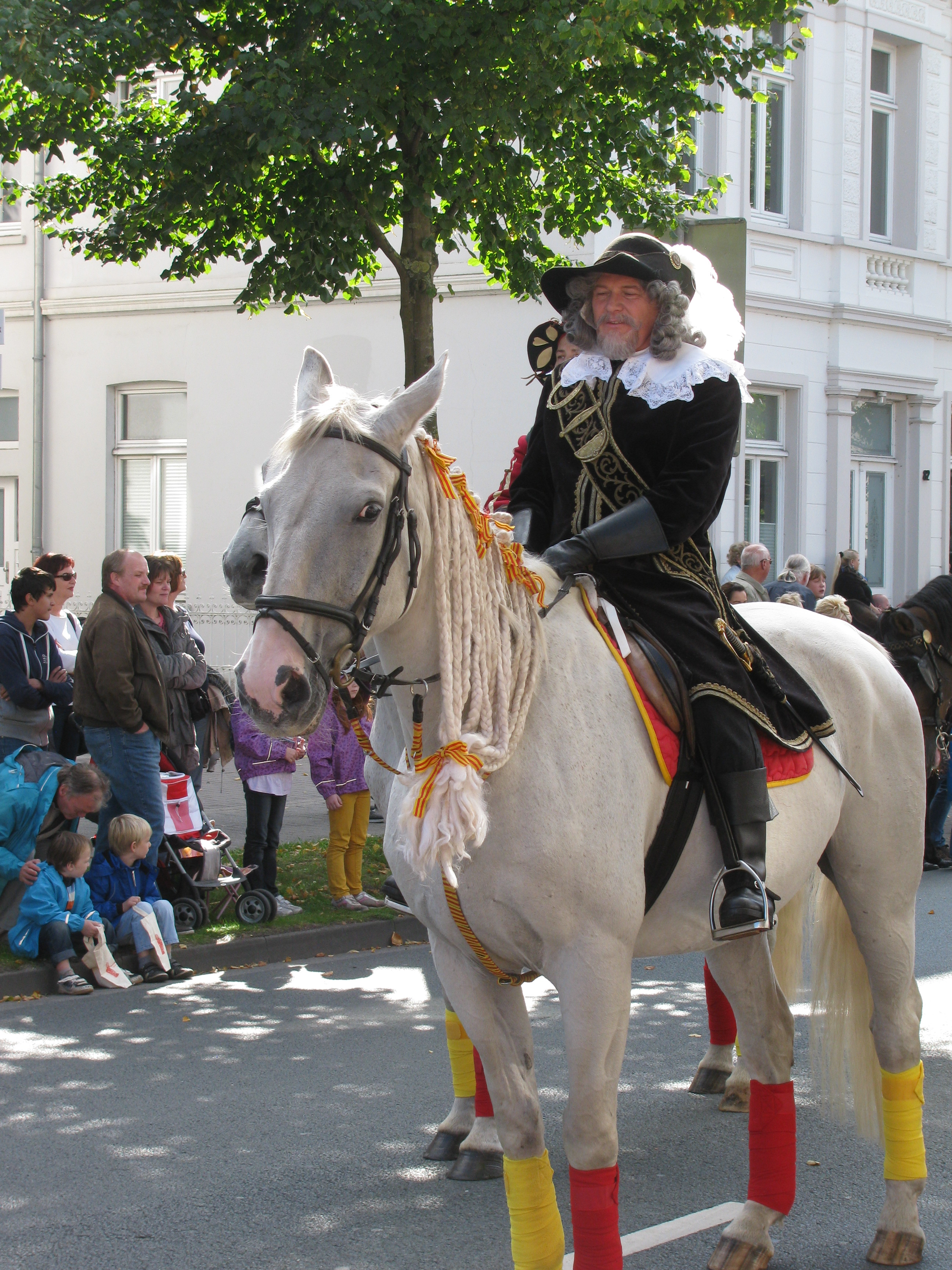
Darstellung des bis heute populären Grafen Anton Günther auf dem Kramermarktsumzug in Oldenburg (2013)

- Historischen Abbildungen des Grafen in vielen Reproduktionen
- Die Graf-Anton-Günther-Schule in Oldenburg erhielt seinen Namen. An der Außenwand der Schule neben dem Haupteingang befindet sich ein 5 mal 5 Meter großes Wandmosaik des Grafen Anton Günther zu Pferde, das Wilhelm Tegtmeier 1959 schuf.[3] 2006 wurde ein Denkmal errichtet, das der Abiturient Florian Müller baute und der Schule schenkte.[4]
- In Elsfleth vor dem Jagdschloss Anton Günthers steht seit 2008 ein bronzenes Reiterstandbild des Grafen auf seinem Schimmel, geschaffen vom Oldenburger Bildhauer Michael Ramsauer.
- Das Hotel Graf Oldenburg wurde nach ihm benannt. Ein großes Wandbild des Grafen Anton Günther befindet sich an der Nordwand des Hauses, geschaffen um 1894/1895 von dem Maler August Oetken im Auftrage des Architekten Ludwig Klingenberg, Bruder des Industriellen Klingenberg in Berlin und des von ihm geleiteten patriotischen Vereins. Mit seinem Fresko schuf Oetken eines der Wahrzeichen des Stadtbildes Oldenburgs.
- 2011 stellte eine Initiative ein bereits fertig gegossenes Reiterstandbild vor und wirbt seitdem für die Aufstellung auf einem öffentlichen Platz in Oldenburg. Kritiker warfen der Initiative einen Rückgriff auf eine überkommene absolutistische Herrscherikonographie vor.[4] Neben den Oldenburger Bürgervereinen unterstützte die in Oldenburg erscheinende Nordwest-Zeitung vergeblich die Denkmalsinitiative.[5] Inzwischen steht das Standbild auf dem Gelände einer Oldenburger Tankstelle vor einer Autowaschstraße, weil sich ein hinreichend repräsentativer Platz nicht finden ließ.[6]
- Die Güntherstraße in Bremen in der Neustadt wurde nach ihm benannt.